# ワールドバランス
ワールドバランス（英:World Balance International Incorporated）は、1980年に設立されたフィリピンのマニラ首都圏カローカンに本社を置くスポーツメーカーである。安価な靴ブランドとして最初に設立された。現在は、親会社であるCHG Global, Inc.（旧称World Balance International Incorporated）と提携している。

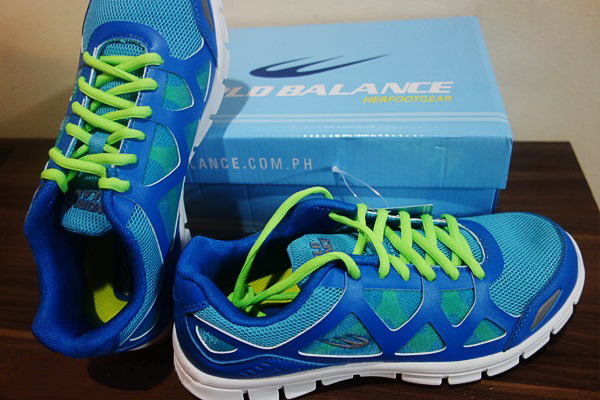
ワールドバランス・ハイパー・トラック・ランニングシューズ

## 歴史

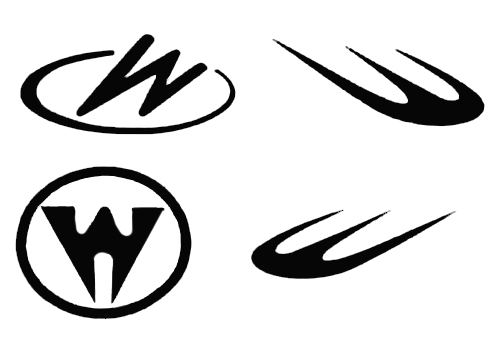
（左下から時計回りに）初期のロゴ（1980年 - 2009年）、2代目ロゴ（2010年-2011年）、3番目のロゴ、現在のロゴ

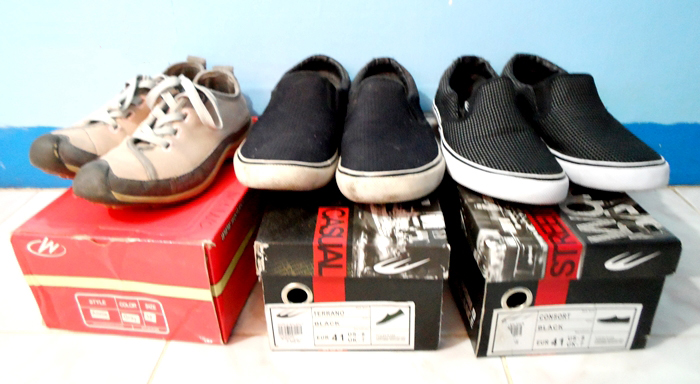
2010年から2011年までのワールドバランスリフレッシュロゴと、2012年に導入された現在のロゴが記載されている靴のボックス

1980年、同社は、Arsenio ChongとArmani Chong、Sin Chongの兄弟は、現在のカローカン市に設立した。2006年、その兄弟の息子であるバーナビーがCEOに就任した。
2018年、親会社が他のブランドやサービスに多様化したことによって事業体はWorld Balance International, Inc.からCHG Global、Inc.に名前が変更された。
2020年、ワールドバランスは、新型コロナウイルスの影響によって一部の工場をマスクの製造に転換すると発表した。

## ブランド
メインブランドのWorld Balanceの他、EasySoft、East Rock、FootShield、7Solesなどの他のスピンオフやローカルブランドも所有している。国際的なブランドとしてSette、Shoe Hub、OneUp、Weblife Direct Sales、BaseLondon、PopcornGeneralStoreなども展開している。